# Port MacDonnell
Port MacDonnell is een plaats in de Australische deelstaat Zuid-Australië en telt 623 inwoners (2006).